# 张富荣
张富荣（1946年—），四川西昌人，汉族，中华人民共和国政治人物、第十一届全国人民代表大会湖北地区代表。
毕业于中南矿冶学院选矿专业。加入中共。担任湖北省黄麦岭磷化工有限责任公司董事长、总经理兼党委书记。2008年，担任全国人大代表。